# La Chapelle-Hareng
La Chapelle-Hareng är en kommun i departementet Eure i regionen Normandie i norra Frankrike. Kommunen ligger i kantonen Thiberville som tillhör arrondissementet Bernay. År 2022 hade La Chapelle-Hareng 122 invånare.

## Befolkningsutveckling
Antalet invånare i kommunen La Chapelle-Hareng
Referens:INSEE